# Apollodoro di Tarso
Apollodoro di Tarso (in greco antico: Ἀπολλόδωρος ὁ Ταρσεύς?, Apollòdōros; fl. III secolo a.C.) è stato un poeta greco antico, attivo nel III secolo a.C..

## Biografia
Nativo di Tarso si dedicò alla poesia tragica,  viene citato da Eudocia e nella Suda. Ci rimangono i titoli di sei sue tragedie (Child-Killer, Greci, Odisseo, I supplicanti, Thorn-flagellato, e Tieste);  solo i titoli di queste opere sono sopravvissute. Nulla di più si sa di lui.